# ديد أور ألايف 5
ديد أور الايف 5  هي لعبة فيديو من سلسلة ديد أور ألايف من تطوير تيم نينجا ونشر تيكمو، صدرت على جهاز بلاي ستيشن 3 واكس بوكس 360 .

## القصة
بعد سنتين من أحداث لعبة ديد أور الأيف الجزء الرابع «هيلينا» سيطرت على شركة DOATEC بعد أن كانت تحت سيطرة Victor Donovan , وأعادت بناء الشركة، أقامت مسابقة ديد أور ألايف الخامسة.
«جان لي» هزم «هيتومي» وفاز بمسابقة ديد أور ألايف الخامسة.
وهناك Donovan (عضو سابق في شركة DOATEC التي سيطرت عليها «هيلينا»), قام بصناعة مقاتل قوي يدعى «ألفا-152» هو استنساخ من «كاسومي», وتخطط «كاسومي» للقضاء على «ألفا-152».

## الشخصيات
كاسومي : نينجا هاربة من عشيرة النينجا "Mugen Tenshin", حاليا تخطط لأن تدمر "Alpha-152" وهي استنساخ من «كاسومي» من صنع Donovan .
أياني : نينجا من عشيرة النينجا "Mugen Tenshin" وأخت «كاسومي» الغير شقيقة، وهي مخلصة لقائدها وأخيها الغير شقيق «هاياتي».
هاياتي : قائد لعشيرة النينجا "Mugen Tenshin" وأخ «كاسومي» و «أياني».
ريو هايوباسا : نينجا من «عشيرة هايوباسا» وصديق «هاياتي», هو يساعد «هاياتي» و «أياني» في إيجاد «كاسومي».
براد وانج : صيني وسيد لفنون قتالية تدعى «ملاكمة السكران», ورفيق " Eliot".
إيليوت : هو بريطاني متدرب لدى «غين فو».
تينا أرمسترونج : ابنة «باس», ممثلة أمريكية ومصارعة سابقا.
باس أرمسترونج : والد «تينا» ومصارع أمركي معتزل، يعمل في منصة النفط.دائما يحاول أن يوقف ابنته من أن تصبح ممثلة.
هيلينا دوجلاس : فرنسية غنية، بعد تدمير شركة DOATEC , أصبحت هيلينا رئيسة جديد لشركة DOATEC وأعادت بنائها.
زاك : دي جي أمريكي، غريب الأطوار، هو مقدم مسايقة ديد أور ألايف الخامسة. هو يسافر حول العالم ليدعو المقاتلين إلى المسابقة.
هيتومي : ألمانية، ماهرة في الفن القتالي الكراتيه.
كريستي : قاتلة إنجليزية وتتقن الفنون القتالية.
باي مان : مرتزق روسي، يتقن فنون قتالية تدعى سامبو
لي فانج : صينية تتقن فنون قتالية تدعى تاي تشي شوان، تتخطط لأن تباري «جان لي».
جان لي : مقاتل صيني يتقن فنون قتالية تدعى «جيت كون دو», دخل المسابقة لإثبات مهاراته القتالية
و هو من فاز في بطولة «ديد أور ألايف الخامسة».
ليزا : أمريكية، عالما سابقا في شركة DOATEC . وحاليا مصارعة.
غين فو : صيني، سيد «إيليوت» ومعلمه
ألفا-152 : استنساخ من كاسومي (الزعيم الأخير).

### شخصيات جديدة
ميلا : اسبانية تعمل نادلة في المطعم، تتقن فنون القتال المختلطة.
ريج : كندي يعمل في منصة النفط مع «باس», يتقن فنون قتالية تدعى تايكوندو.

### شخصيات منفيرتشوا فايتر
- أكيرا يوكي
- باي شان
- ساره براينت

## روابط خارجية
- ديد أور ألايف 5 على موقع IMDb (الإنجليزية)